# Jackson Kaujeua
Jackson Kaujeua (!Huns, 3 luglio 1953 – 27 maggio 2010) è stato un cantante, musicista e compositore namibiano di musica gospel.

## Biografia
Kaujeua nacque a !Huns, un villaggio di etnia herero nei pressi di Keetmanshoop. Intraprese gli studi presso la scuola missionaria di Otjimbingwe con l'obiettivo di diventare sacerdote. Decise di abbandonare gli studi quando entrò in contatto con la musica gospel, a cui decise di dedicarsi. Fra gli artisti che lo ispirarono maggiormente in questa scelta c'era in particolare Mahalia Jackson.
Nel 1973 iniziò a studiare musica presso la "scuola di arte e musica per non-bianchi di talento" di Dorkay, in Sudafrica; tuttavia, fu presto espulso dal paese per il suo impegno politico anti-apartheid. Si trasferì in Botswana, e poi ricevette il sostegno della SWAPO per trasferirsi in Gran Bretagna. Qui divenne il cantante del gruppo musicale Black Diamond, che ebbe un discreto successo internazionale con brani come Winds of Change.
Nel 1990 la Namibia ottenne l'indipendenza, e Kaujeua tornò in patria, ottenendo anche qui un notevole successo (in particolare con !Gnubu !Nubus).
Kaujeua morì il 27 maggio 2010 all'età di 56 anni dopo una lunga malattia.